# Itteville
Itteville és un municipi francès, situat al departament de l'Essonne i a la regió de Illa de França. L'any 2007 tenia 6.325 habitants.
Forma part del cantó de Mennecy, del districte d'Étampes i de la Comunitat de comunes de la Val d'Essonne.

## Demografia

### Població
El 2007 la població de fet d'Itteville era de 6.325 persones. Hi havia 2.203 famílies, de les quals 357 eren unipersonals (145 homes vivint sols i 212 dones vivint soles), 585 parelles sense fills, 1.084 parelles amb fills i 177 famílies monoparentals amb fills.
La població ha evolucionat segons el següent gràfic:
Habitants censats

### Habitatges
El 2007 hi havia 2.414 habitatges, 2.236 eren l'habitatge principal de la família, 62 eren segones residències i 116 estaven desocupats. 2.179 eren cases i 229 eren apartaments. Dels 2.236 habitatges principals, 1.936 estaven ocupats pels seus propietaris, 265 estaven llogats i ocupats pels llogaters i 35 estaven cedits a títol gratuït; 24 tenien una cambra, 115 en tenien dues, 348 en tenien tres, 557 en tenien quatre i 1.193 en tenien cinc o més. 1.795 habitatges disposaven pel capbaix d'una plaça de pàrquing. A 810 habitatges hi havia un automòbil i a 1.303 n'hi havia dos o més.

### Piràmide de població
La piràmide de població per edats i sexe el 2009 era:
| Homes | Edats   | Dones |
| ----- | ------- | ----- |
| 0     | 95 o +  | 0     |
| 0     | 90 a 94 | 4     |
| 16    | 85 a 89 | 52    |
| 20    | 80 a 84 | 20    |
| 28    | 75 a 79 | 76    |
| 80    | 70 a 74 | 60    |
| 52    | 65 a 69 | 96    |
| 152   | 60 a 64 | 136   |
| 156   | 55 a 59 | 88    |
| 244   | 50 a 54 | 280   |
| 232   | 45 a 49 | 200   |
| 216   | 40 a 44 | 248   |
| 248   | 35 a 39 | 232   |
| 168   | 30 a 34 | 200   |
| 168   | 25 a 29 | 124   |
| 140   | 20 a 24 | 160   |
| 164   | 15 a 19 | 180   |
| 248   | 10 a 14 | 208   |
| 212   | 5 a 9   | 176   |
| 124   | 0 a 4   | 152   |

## Economia
El 2007 la població en edat de treballar era de 4.272 persones, 3.319 eren actives i 953 eren inactives. De les 3.319 persones actives 3.136 estaven ocupades (1.626 homes i 1.510 dones) i 182 estaven aturades (96 homes i 86 dones). De les 953 persones inactives 346 estaven jubilades, 423 estaven estudiant i 184 estaven classificades com a «altres inactius».

### Ingressos
El 2009 a Itteville hi havia 2.310 unitats fiscals que integraven 6.523,5 persones, la mediana anual d'ingressos fiscals per persona era de 23.699 €.

### Activitats econòmiques
Dels 183 establiments que hi havia el 2007, 1 era d'una empresa extractiva, 2 d'empreses alimentàries, 9 d'empreses de fabricació d'altres productes industrials, 45 d'empreses de construcció, 33 d'empreses de comerç i reparació d'automòbils, 13 d'empreses de transport, 9 d'empreses d'hostatgeria i restauració, 3 d'empreses d'informació i comunicació, 2 d'empreses financeres, 9 d'empreses immobiliàries, 30 d'empreses de serveis, 15 d'entitats de l'administració pública i 12 d'empreses classificades com a «altres activitats de serveis».
Dels 67 establiments de servei als particulars que hi havia el 2009, 1 era una oficina de correu, 9 tallers de reparació d'automòbils i de material agrícola, 1 taller d'inspecció tècnica de vehicles, 5 paletes, 9 guixaires pintors, 6 fusteries, 8 lampisteries, 3 electricistes, 7 empreses de construcció, 3 perruqueries, 1 veterinari, 6 restaurants, 5 agències immobiliàries i 3 salons de bellesa.
Dels 8 establiments comercials que hi havia el 2009, 1 era un hipermercat, 1 un supermercat, 2 botiges de menys de 120 m², 1 una botiga de menys de 120 m², 2 carnisseries i 1 una sabateria.
L'any 2000 a Itteville hi havia 4 explotacions agrícoles.

## Equipaments sanitaris i escolars
Els 2 equipaments sanitaris que hi havia el 2009 eren farmàcies.
El 2009 hi havia 2 escoles maternals i 3 escoles elementals. Itteville disposava d'un col·legi d'educació secundària amb 431 alumnes.

## Poblacions properes
El següent diagrama mostra les poblacions més properes.